# Eudorylas dives
Eudorylas dives är en tvåvingeart som först beskrevs av Hardy 1947.  Eudorylas dives ingår i släktet Eudorylas och familjen ögonflugor.
Artens utbredningsområde är Indiana. Inga underarter finns listade i Catalogue of Life.